# El ídolo perdido (novela)
El ídolo perdido es una novela de Douglas Preston y Lincoln Child publicada en 1995, siendo la primera de la extensa saga protagonizada por el agente especial Aloysius Pendergast.  Es un tecno-thriller que trata el tema de la manipulación genética y el papel de los museos y la comunidad científica en la sociedad. Sirvió de inspiración para el film The Relic.

## Argumento
En septiembre de 1987 el doctor Julian Whittlesey lidera una expedición a la selva amazónica del Brasil en busca de la tribu Kothoga, que dan culto a un dios lagarto, el Mbwun. El científico desaparece, pero un año después en el puerto de Belém, un trabajador es brutalmente asesinado cuando llega un cargamento con los restos de la expedición.
Siete años después, dos chicos son encontrados muertos en el Museo de Historia Natural de Nueva York, el teniente Vincent D'Agosta se encarga de la investigación y cierra el museo temiéndose que el asesino aún se encuentre oculto en los túneles que hay bajo el edificio, pero los responsables del museo, Winston Wright, Ian Cuthbert y Lavinia Rickman no están dispuestos a suspender la gran exposición que preparan y a la que asistirá la flor y nata de la ciudad. Rickman contrata al reportero del New York Times Bill Smithback Jr. para que los asesinatos no dañen la imagen del museo. Un rumor habla de una bestia que se esconde en el subterráneo y a la que todos toman por leyenda urbana, hasta que descubren un colmillo en la autopsia de los chicos.
Cuando un guardia de seguridad del museo aparece también destrozado, el agente del FBI Aloysius Pendergast se hace cargo de la investigación y pide ayuda a la Dr. Margo Green y su mentor el Dr. Whitney Frock. Green y Smithback se hacen con unas cartas que Whittlesey envió al museo detallando siniestros detalles de su expedición. Pendergast revela entonces su interés personal en el caso: los asesinatos del museo son similares a los de varios estibadores de Louisiana, los crímenes parecen seguir la ruta del cargamento de la expedición que fue devuelto al museo.
El doctor Jorgensen, un colega de Whittlesey, les explica que este estaba tratando de probar que la tribu Kothoga no estaba extinguida y que usaban en sus ceremonias una planta desconocida con unas propiedades únicas.
El día de la gala, Green y Frock analizan algunas muestras de la planta y descubren que es muy rica en hormonas que se encuentran en el hipotálamo del cerebro humano.
Aún peor, las autopsias confirman que los cuerpos del museo y de Louisiana tenían arrancado el hipotálamo.
Como la investigación no conduce a ningún sospechoso la gala en el museo es permitida. Al principio todo va bien, hasta que el cadáver de un policía cae entre los asistentes provocando el pánico; muy pronto la fiesta se convierte en una masacre. A partir de aquí el tramo final de la novela se desarrolla en una persecución por los túneles y alcantarillas bajo el museo.
El epílogo deja un final abierto e inquietante, ya que uno de los personajes secundarios descubre los secretos de la extraña planta traída del Amazonas y consigue elaborar una droga que pone a la venta.

## Secuela
- El ídolo perdido tuvo una secuela directa que enlaza con su epílogo, El relicario de 1997, que también fue un éxito de ventas.
- Aloysius Pendergast, que debuta en esta novela, aparecerá en muchas más novelas de Preston y Child junto al teniente D'Agosta.
- El Museo de Historia Natural de Nueva York volverá a ser el escenario de la novela Los asesinatos de Manhattan, de los mismos autores.

## Adaptación cinematográfica
Una película inspirada en el libro se estrenó en 1997, pero el guion difería en muchos aspectos de la novela. Fue dirigido por Peter Hyams y los protagonistas eran Penelope Ann Miller como la Dr. Margo Green y Tom Sizemore como el teniente Vincent D'Agosta. El personaje del agente Pendergast fue suprimido y la ciudad de Nueva York fue cambiada por Chicago.
Algunos de los personajes que sobreviven en la novela mueren en la película.
También cambian el aspecto y el nombre del monstruo tal como es descrito en la novela.